# Institutiones iuris canonici

Institutiones Iuris Canonici in un'edizione del 1770

Il Institutiones iuris canonici (Istituzioni di diritto canonico) è un'opera letteraria di Giovan Paolo Lancellotti, pubblicata per la prima volta nel 1563 in latino e poi tradotta in lingua francese da Durand de Maillane nel 1563. Venne spesso inserita nella maggior parte delle edizioni del Corpus Iuris Canonici.
Sull'esempio dell'imperatore Giustiniano, che aveva affidato a tre professori l'incarico di redigere un'opera di diritto romano destinata a scopi didattici (le istitutiones), papa Paolo IV incarico Lancelotti di realizzare un'analoga opera riguardante il diritto canonico. Tuttavia, con grande Rammarico del Lancelotti, né Paolo IV, che morì nel 1559 due anni dopo l'inizio del progetto, né il suo successore Pio IV, conferirono una piena e ufficiale approvazione alla sua opera. Di conseguenza, l'autore fu costretto a pubblicarla come impresa interamente privata, cosa che fece nel 1563.
Le Institutiones sono divise in quattro libri, e trattano successivamente di persone, cose (soprattutto matrimonio), sentenze e delitti. Tale divisione fu ispirata dal principio di diritto romano: "Omne jus quo utimur vel ad personas attinet, vel ad res, vel ad actiones" ("Tutto il nostro diritto tratta di persone, o di cose, o di procedimento giudiziario"). Le sue divisioni sono state poi seguite, a grandi linee, da tutti gli autori di trattati elementari di diritto canonico che ne hanno spesso preso anche il titolo.
Essendo stata pubblicata prima della promulgazione dei decreti del Concilio di Trento, quest'opera non ebbe il vantaggio di seguire le innovazione apportate; pertanto, i successivi redattori, rimediarono a questo difetto con note e commenti. Le edizioni più note sono quelle di Doujat e Thomasius.